# Migration (Chemie)
Unter Migration (lat. migratio = ‚Wanderung‘ oder ‚Übersiedlung‘) wird im Bereich der Chemie das Wandern (Migrieren) niedermolekularer Stoffe, wie beispielsweise Weichmacher, an die Oberfläche von Kunststoffen (z. B. Folien) oder in umgebende Stoffe bezeichnet. Dies ist in toxikologischer Hinsicht besonders relevant z. B. bei Lebensmittelverpackungen, Arzneimitteln und Spielzeug, aber auch Gebrauchsgütern wie Textilien.

## Grenzwerte
Der spezifische Migrationsgrenzwert (auch specific migration limit, SML) legt fest, wie viel von einem Inhaltsstoff einer Lebensmittelverpackung in das damit verpackte Lebensmittel übergehen darf.